# Ocnogyna rosea
Ocnogyna rosea är en fjärilsart som beskrevs av Miller. Ocnogyna rosea ingår i släktet Ocnogyna och familjen björnspinnare. Inga underarter finns listade i Catalogue of Life.